# Coelichneumon mohrii
Coelichneumon mohrii är en stekelart som beskrevs av Tohru Uchida 1956. Coelichneumon mohrii ingår i släktet Coelichneumon och familjen brokparasitsteklar. Inga underarter finns listade i Catalogue of Life.